# Grafty Green
Grafty Green är en ort i grevskapet Kent i sydöstra England. Orten ligger i distriktet Maidstone, cirka 13 kilometer sydost om Maidstone och cirka 1 kilometer sydväst om Boughton Malherbe. Tätorten (built-up area) hade 476 invånare vid folkräkningen år 2011.